# Chino (Kalifornie)
Chino je město ve Spojených státech amerických. Nachází se v okrese San Bernardino County ve státě Kalifornie. Ve městě žije  obyvatel a jeho rozloha činí .  Na západě město sousedí s Los Angeles County a městem Chino Hills, na severu s San Bernardino County, na jihu s Orange County. Okolí města je hojně využíváno pro zemědělské účely. 
Město bylo založeno roku 1910. Jde o 81. nejlidnatější město v Kalifornii.

## Rodáci
- Shelly Martinez (* 1980) – americká modelka, herečka a wrestlerka